# Mitra (album)
Mitra è l'album di debutto della cantante finlandese Mitra Kaislaranta, pubblicato il 21 agosto 2015 su etichetta discografica Warner Music Finland.

## Tracce
1. Ota minut – 3:44
2. Kupla – 4:05
3. Kukka kaipaa valoa – 3:33
4. Jotain pysyvää – 3:55
5. Kuningas – 4:02
6. Varaton – 2:40
7. Myrskyn silmään – 3:28
8. Äkkisyvää – 3:47
9. Se ei tuu toteutumaan – 3:23
10. Rakkauden hyvät ja huonot puolet – 3:41

## Classifiche
| Classifica (2015) | Posizione massima |
| ----------------- | ----------------- |
| Finlandia         | 12                |